# گروه فداییان اسلام
گروه فداییان اسلام گروهی ضربتی و مبارزاتی بود که پس از انقلاب اسلامی ایران و روزهای ابتدایی شروع جنگ ایران و عراق توسط جمعی از اهالی جنوب تهران، توسط سید مجتبی هاشمی تشکیل شد و در مقابل پیشروی ارتش عراق می جنگیدند.

## شکل‌گیری
فداییان اسلام، نام گروهی مردمی است که پس از شروع جنگ ایران و عراق تشکیل شد و در عملیات‌های متعددی از جمله «توکل» و «ثامن‌الائمه» حضور داشت. سید مجتبی هاشمی که نخستین فرمانده کمیته انقلاب اسلامی مرکزی تهران بود، بلافاصله پس از آغاز جنگ عازم مناطق جنوب کشور شد و اولین نیروی نظامی نامنظم برای مقابله با نیروهای عراقی در خرمشهر و بعد در آبادان را با نام «فداییان اسلام» و با حکم صادق خلخالی تأسیس کرد. این گروه، با جمعیت فداییان اسلام که توسط سیدمجتبی نواب صفوی به راه افتاده بود، فرق دارد.

### فعالیت‌ها و حضور در عملیات‌ها
سید مجتبی هاشمی فرمانده گروه فداییان اسلام، پس از بمباران فرودگاه مهرآباد در ۳۱ شهریور ۱۳۵۹، همراه با صد نفر از گروهش به اهواز و سپس به خرمشهر رفت. این گروه با ورود به خرمشهر، اداره قسمتی از گمرک و پلیس‌راه خرمشهر را بر عهده گرفتند و با کمک تکاوران نیروی دریایی به دفاع از شهر پرداختند. با سقوط خرمشهر در ۴ آبان ۱۳۵۹، فداییان اسلام به آبادان رفتند و پس از استقرار در آنجا، در عملیات‌ها و شبیخون‌های بسیاری شرکت کردند. شبیخون زدن یکی از اصول رزمی فداییان اسلام بود، چراکه هاشمی معتقد بود با حمله‌های پی در پی، دشمن فرصت تجدید قوا و مقاومت دوباره را نخواهد داشت. گرچه برخی از شبیخون‌های گروه فداییان بدون هماهنگی با فرماندهان صورت می‌گرفت و  موجب اختلاف بین اعضای گروه با فرماندهان می‌شد. از جمله عملیات دارخوین در خرداد ماه ۱۳۶۰ که پس از موفقیت در این عملیات، گروه فداییان اسلام که از نیروهای شرکت‌کننده در این عملیات بودند، تصور کردند که کار نیروهای عراقی تمام‌شده‌است. به همین جهت بدون هماهنگی با لشکر، دست به شبیخونی وسیع زدند و موجب تلفات نیروهای خودی شدند. آخرین عملیاتی که فداییان اسلام با عنوان رسمی‌شان در آن حضور داشتند، عملیات «ثامن‌الائمه» است که در ۵ مهر ۱۳۶۰ با هدف شکست حصر آبادان انجام شد. پس از موفقیت در این عملیات، روح الله خمینی در پیامی از گروه فداییان اسلام و همه نیروهای شرکت‌کننده در این عملیات تشکر کرد.

## انحلال
به گزارش خبرگزاری مهر، پس از عملیات شکست حصر آبادان و به خاطر بیشتر شدن اختلاف بین گروه فداییان اسلام با ارتش و سپاه که در مناطق جنگی  جنوب مستقر بودند و به دلیل عملکرد و فعالیت‌های ناهماهنگ فداییان با آن‌ها، دادگاه انقلاب اسلامی آبادان، در ۲۷ آبان ۱۳۶۰، حکم به انحلال گروه فداییان اسلام داد و ادامه فعالیت‌شان را غیر قانونی اعلام کرد. در پی صدور این حکم، این گروه نیز آبادان را ترک کردند و پرونده فعالیت آن‌ها به طور کامل بسته شد. پس از انحلال، بخشی از اعضای گروه جذب نیروهای منظم ایران شده و بخشی به کار اصلی خود بازگشتند. سید مجتبی هاشمی نیز پس از انحلال به تهران بازگشت و مغازه لباس فروشی خود را احیا نمود تا زمانی که توسط نیروهای گروه مجاهدین خلق در تهران در سال ۱۳۶۴ از پشت سر هدف گلوله قرار گرفت و کشته شد.